# Alucita cyanophanes
Alucita cyanophanes är en fjärilsart som beskrevs av Edward Meyrick 1934. Alucita cyanophanes ingår i släktet Alucita och familjen mångfliksmott, (Alucitidae). Inga underarter finns listade i Catalogue of Life.